# 토마스 칠리아쿠스
토마스 칠리아쿠스(Thomas Zilliacus)는 노키아의 전 CEO이자 YuuZoo Corporation의 공동 창립자다. 2011년부터 년 2회 개최되는 슈퍼모델, 팝 아티스트, 영화배우, 호스트 등을 선발하는 글로벌 리얼리티 오디션 포맷의 텔레비전 프로그램인 슈퍼탤런트 오브 더 월드의 글로벌 회장을 역임하고 있다

## 같이 보기
- 노키아
- 상하이 미디어 그룹
- 타임즈 그룹
- 슈퍼탤런트